# Гострочеревка
Гострочере́вка (Hemiculter) — рід коропоподібних риб родини Xenocyprididae, що складається з 8 видів. За старою класифікацією зараховувався до підродини Cultrinae родини коропових (Cyprinidae)
Назва походить від грецького слова ημι, що означає «половина», і латинського слова culter, що означає «ніж».
Населяють водойми Східної Азії.

## Види
- Hemiculter bleekeri Warpachowski, 1887
- Hemiculter elongatus Nguyễn & Ngô, 2001
- Hemiculter krempfi Pellegrin & Chevey, 1938
- Hemiculter leucisculus (Basilewsky, 1855) (англійська назва: Sharpbelly)
- Hemiculter lucidus (Dybowski, 1872) (англійська назва: Ussuri Sharpbelly)
- Hemiculter songhongensis Nguyễn & Nguyen, 2001
- Hemiculter tchangi Fang, 1942
- Hemiculter varpachovskii Nikolskii, 1903